# Паулина фон Саксония-Ваймар-Айзенах
Паулина Ида Мария Олга Хенриета Катарина фон Саксония-Ваймар-Айзенах (на немски: Pauline Ida Marie Olga Henriette Catherine Prinzessin von Sachsen-Weimar-Eisenach, Herzogin von Sachsen; * 25 юли 1852, Щутгарт; † 17 май 1904, Орте, Италия) е принцеса от Саксония-Ваймар-Айзенах, херцогиня на Саксония и чрез женитба наследствена велика херцогиня на Саксония-Ваймар-Айзенах.

## Живот
Тя е най-голямата дъщеря на принц Херман фон Саксония-Ваймар-Айзенах (1825 – 1901) и съпругата му принцеса Августа фон Вюртемберг (1826–1898), най-малката дъщеря на крал Вилхелм I фон Вюртемберг (1781 – 1864) и втората му съпруга принцеса Паулина фон Вюртемберг (1800 – 1873).
Паулина се омъжва на 26 август 1873 г. във Фридрихсхафен за втория си братовчед наследствения велик херцог Карл Август фон Саксония-Ваймар-Айзенах (* 31 юли 1844; † 20 ноември 1894), единственият син на велик херцог Карл Александер фон Саксония-Ваймар-Айзенах (1818 – 1901) и принцеса София Нидерландска (1824 – 1897). Той умира преди баща си.

## Деца
Паулина и Карл Август имат двама сина:
- Вилхелм Ернст Карл Александер Фридрих Хайнрих Бернхард Алберт Георг Херман (1876 – 1923), велик херцог на Саксония-Ваймар-Айзенах (1901 – 1918), женен I. на 30 април 1903 г. в Бюкебург за принцеса Каролина Ройс-Грайц (1884 – 1905), II. на 14 януари 1910 г. в Майнинген за принцеса Феодора Карола Шарлота фон Саксония-Майнинген (1890 – 1972)
- Бернхард Карл Александер Херман Хайнрих Вилхелм Оскар Фридрих Франц Петер (1880 – 1900), принц на Саксония-Ваймар-Айзенах, неженен